# Prodegeeria pammelaena
Prodegeeria pammelaena là một loài ruồi trong họ Tachinidae.